# Чемпионат Бельгии по регби
Дивизион 1 — высший дивизион чемпионата Бельгии по регби-15. Лига объединяет 8 команд, представляющих как валлонскую, так и фламандскую части страны. Чемпионом сезона 2012/13 стал пятнадцатикратный победитель турнира, клуб «Ватерлоо», а наиболее титулованным коллективом Бельгии является регбийный «Андерлехт», становившийся сильнейшим 20 раз.
Турнир был впервые проведён в сезоне 1936/37 при поддержке клуба «Расинг Жет». Состязание проводилось под названием Challenge Burlet в честь погибшего игрока команды Пьерра Бюрле. В дебютном сезоне за титул боролись 7 клубов. Военный период вынудил организаторов приостановить розыгрыши, которые были возобновлены в сезоне 1945/46. В 1947—1949, 1951—1952, 1957—1958 и 1961—1963 наряду с чемпионатом проводился турнир среди команд франкоязычной Бельгии в рамках чемпионата Франции.

## Участники
Сезон 2012/13.
| Команда        | Город            |
| -------------- | ---------------- |
| «Буафор»       | Ватермаль-Буафор |
| «Ватерлоо»     | Ватерлоо         |
| «Дендермондсе» | Дендермонде      |
| «Китуро»       | Брюссель         |
| «Кок Мозан»    | Берно            |
| «Сан-Жосс»     | Эвер             |
| «Суаньи»       | Суаньи           |
| «Фрамери»      | Фрамери          |

## Победители
| - 1937: «Антверп Бритиш Спорт Клаб» - 1938: «Рояль Беерсхот» - 1939: «Андерлехт» - 1946: «Андерлехт» - 1947: «Андерлехт» - 1948: «Андерлехт» - 1949: «Андерлехт» - 1950: «Андерлехт» - 1951: «Андерлехт» - 1952: «Андерлехт» - 1953: «Андерлехт» - 1954: «Андерлехт» - 1955: «Андерлехт» - 1956: «Андерлехт» - 1957: «Расинг Жет» - 1958: «Андерлехт» - 1959: «Андерлехт» - 1960: «Расинг Жет» - 1961: «Расинг Жет» - 1962: «Расинг Жет» - 1963: «Ватерлоо» - 1964: «Андерлехт» - 1965: «Ватерлоо» - 1966: «Андерлехт» | - 1967: «Китуро» - 1968: «Ватерлоо» - 1969: «Ватерлоо» - 1970: «Андерлехт» - 1971: «Андерлехт» - 1972: «Андерлехт» - 1973: «Сан-Жосс» - 1974: «Андерлехт» - 1975: «Кок Мозан» - 1976: «Кок Мозан» - 1977: «Кок Мозан» - 1978: «Ватерлоо» - 1979: «Ватерлоо» - 1980: «Ватерлоо» - 1981: «Кок Мозан» - 1982: «Кок Мозан» - 1983: «Кок Мозан» - 1984: «Ватерлоо» - 1985: «Брюссель Бритиш» - 1986: «Ватерлоо» - 1987: «Ватерлоо» - 1988: «Ватерлоо» - 1989: «Ватерлоо» - 1990: «Буафор» | - 1991: «Буафор» - 1992: «Буафор» - 1993: «Буафор» - 1994: «Ватерлоо» - 1995: «Буафор» - 1996: «Китуро» - 1997: «Буафор» - 1998: «Ватерлоо» - 1999: «Буафор» - 2000: «Визе» - 2001: «Буафор» - 2002: «Буафор» - 2003: «Буафор» - 2004: «Буафор» - 2005: «Буафор» - 2006: «Буафор» - 2007: «Буафор» - 2008: «Буафор» - 2009: «Китуро» - 2010: «Буафор» - 2011: «Китуро» - 2012: «Дендермондсе» - 2013: «Ватерлоо» |

### Финалы
| Год  | Победитель     | Счёт  | Финалист       |
| ---- | -------------- | ----- | -------------- |
| 2004 | «Буафор»       | ?     | «Дендермондсе» |
| 2005 | «Буафор»       | 17:3  | «Ватерлоо»     |
| 2006 | «Буафор»       | 16:0  | «Ватерлоо»     |
| 2007 | «Буафор»       | 28:20 | «Ватерлоо»     |
| 2008 | «Буафор»       | 27:7  | «Ватерлоо»     |
| 2009 | «Китуро»       | 12:11 | «Фрамери»      |
| 2010 | «Буафор»       | 20:16 | «Ватерлоо»     |
| 2011 | «Китуро»       | 13:8  | «Буафор»       |
| 2012 | «Дендермондсе» | 20:6  | «Рояль Китуро» |
| 2013 | «Ватерлоо»     | 28:15 | «Дендермондсе» |

### Титулы
| № | Клуб              | Титулы | Années |
| - | ----------------- | ------ | --- |
| 1 | «Андерлехт»       | 20     | 1939, 1946, 1947, 1948, 1949, 1950, 1951, 1952, 1953, 1954, 1955, 1956, 1958, 1959, 1964, 1966, 1970, 1971, 1972, 1974 |
| 2 | «Буафор»          | 16     | 1990, 1991, 1992, 1993, 1995, 1997, 1999, 2001, 2002, 2003, 2004, 2005, 2006, 2007, 2008, 2010                         |
| 3 | «Ватерлоо»        | 15     | 1963, 1965, 1968, 1969, 1978, 1979, 1980, 1984, 1986, 1987, 1988, 1989, 1994, 1998, 2013                               |
| 4 | «Кок Мозан»       | 6      | 1975, 1976, 1977, 1981, 1982, 1983                                                                                     |
| 5 | «Расинг Жет»      | 4      | 1957, 1960, 1961, 1962                                                                                                 |
| - | «Китуро»          | 4      | 1967, 1996, 2009, 2011                                                                                                 |
| 7 | «Сан-Жосс»        | 1      | 1973 |
| - | «Брюссель Бритиш» | 1      | 1985 |
| - | «Визе»            | 1      | 2000 |
| - | «Антверп БСК»     | 1      | 1937 |
| - | «Рояль Беерсхот»  | 1      | 1938 |
| - | «Дендермондсе»    | 1      | 2012 |